# امریکن فالز (آیداهو)
امریکن فالز (به انگلیسی: American Falls) شهری در شهرستان پاور ایالت آیداهو است که جمعیت آن در سرشماری سال ۲۰۱۰ میلادی ۴٬۴۵۷ نفر بوده است.

## موقعیت جغرافیایی
موقعیت جغرافیایی شهرها و مناطق اطراف به شرح زیر است: